# Epidendrum tricarinatum
Epidendrum tricarinatum är en orkidéart som beskrevs av Robert Allen Rolfe. Epidendrum tricarinatum ingår i släktet Epidendrum och familjen orkidéer.
Artens utbredningsområde är Peru. Inga underarter finns listade i Catalogue of Life.